# Okręg Saumur
Okręg Saumur (fr. Arrondissement de Saumur) – okręg w północno-zachodniej Francji. Populacja wynosi 129 tysięcy.

## Podział administracyjny
W skład okręgu wchodzą następujące kantony:
- Allonnes,
- Baugé,
- Doué-la-Fontaine,
- Gennes,
- Longué-Jumelles,
- Montreuil-Bellay,
- Noyant,
- Saumur-Nord,
- Saumur-Sud,
- Vihiers.